# Steve Rushton
Steve Rushton je britský pop punkový sólový zpěvák, dřívější baskytarista skupiny Son of Dork. Narodil se 30. října 1987 v Chertsey, Surrey. K muzice ho přivedl jeho nevlastní otec, který vystupoval jako imitátor Elvise Presleyho. To později ovlivnilo jeho hudební tvorbu. Steve Rushton je fanoušek skupiny Green Day a Billieho Armstronga považuje za jeden ze svých vzorů.

## Kariéra
K hudební kariéře Rushtona přivedl jeho nevlastní otec, imitátor Elvise Presleyho, který ho často bral na svá představení a nechával ho tam vystupovat.

### Mr. Cheerful (2003–2004)
Od svých brzkých školních let až po vysokou školu psal texty pro skupinu Mr. Cheerful, ve které taktéž vystupoval jako zpěvák a kytarista. Kapela byla silně ovlivněna Elvisem Presleym a kapelou Green Day, jejichž frontmana Billieho Armstronga považuje Steve Rushton za svůj vzor. Nejvíce se zviditelnili v roce 2003, kdy se účastnili finálového výběru pro Junior Eurovision Song Contest za Velkou Británii. V roce 2005 přešel do skupiny Son of Dork a nebyl schopný nadále spolupracovat s Mr. Cheerful.

### Son of Dork (2005–2008)
Rushton se zúčastnil konkursu do nové skupiny Jamese Bourna Son of Dork, kterou Bourne založil po rozpadu své předcházející skupiny Busted. Původně do kapely vstupoval jako kytarista, ale vzápětí mu bylo nabídnuto místo baskytaristy, které zpočátku odmítal, nakonec u něj však zůstal. S kapelou vydal pouze jediné album s názvem Welcome to Loserville, na kterém vydal dva poměrně úspěšné singly „Ticket Outta Loserville“ a „Eddie's Song“. V roce 2008 se rozhodl kapelu opustit po dvou rocích její nečinnosti, což okomentoval slovy: „Nemám kytaru na to, abych ji nechával viset na zdi zaprášenou po dva roky“.

### Sólistou (2008–2012)
Poté, co opustil kapelu Son of Dork, rozhodl se vydat na sólovou kariéru. Rychle uzavřel kontrakt s vydavatelstvím Hollywood Records. Jeho prvním úspěchem bylo nahrání úvodní znělky „Livin' the Suite Life“ pro seriál Sladký život na moři na Disney Channel. Krátce na to vydal svůj první singl „Emergency“, který se objevil v soundtracku k filmu Útěk na Horu čarodějnic. Jak jeho popularita rostla, objevil se v soundtracku k filmu Hannah Montana: The Movie, ve kterém si také zahrál malou roli coby člen hudební kapely. Jeho další singl „Ready to Rock“ se objevil na soundtracku k dalšímu filmu Walta Disneyho G-Force. Na koncertě v anaheimském Disneylandu zazpíval mimo jiné cover verzi písně „Poker Face“ od Lady Gagy. K filmu Zachráněné Vánoce (2009) nazpíval verzi koledy „Santa Claus Is Coming to Town“.

### Obnovení Son of Dork (2012)
O obnovení činnosti kapely Son of Dork se začalo hovořit poté co Steve Rushton, James Bourne a Chris Leonard společně s dalšími přáteli nahráli cover verzi písně Michaela Jacksona „Man in the Mirror“. Spekulace o vzkříšení kapely potvrdil Bourne, avšak Rushton se k tomu zatím nijak nevyjádřil ani zda by se do kapely případně vrátil.

## Diskografie

### Son of Dork
- Welcome to Loserville (2005)
  - „Ticket Outta Loserville“
  - „Eddie's Song“

### Sólo singly
- „Emergency“ (2009)
- „Ready to Rock“ (2009)